# 1989 - La Svolta
1989 - La Svolta (Wendezeit) è un film TV tedesco del 2019 diretto da Sven Bohse.

## Trama
L'agente doppiogiochista Saskia Starke si trova in difficoltà quando la Repubblica Democratica Tedesca si avvia verso il crollo. Apparentemente ha un impiego presso l'ambasciata americana a Berlino Ovest, ma in realtà è un agente della CIA che però allo stesso tempo svolge attività spionistica in incognito per la Stasi. È sposata con Richard, cittadino americano, col quale ha due figli. Quando l'ambasciata viene invasa dagli abitanti della DDR, Saskia cerca un modo per far scomparire i propri documenti dal dossier Rosenholz, in modo che nessuno possa venire a sapere niente del lavoro svolto per conto della Stasi. L'unica possibilità che ha è quella di ottenere dai dipendenti dell'archivio l'accesso ai documenti ricercati. Intanto Markus Wolf, responsabile della Hauptverwaltung Aufklärung, le comunica che la sua organizzazione non è più in grado di proteggerla. Soltanto il KGB può garantirle protezione dagli americani. Saskia però rimanda la propria decisione e decide di continuare a cercare autonomamente i suoi documenti.
Nel frattempo Jeremy Redman, il capo di Saskia alla CIA, è alla ricerca di una talpa all'interno dell'organizzazione. Alcuni indizi lo portano a sospettare di Saskia. Per confermare i suoi sospetti, decide di insinuare gli stessi dubbi in Richard. Richard è sconcertato e intende verificare in prima persona se la moglie gli nasconde qualcosa. Fruga di nascosto tra i suoi documenti, si reca nel luogo in cui lei afferma di essere cresciuta e, a quel punto, deve arrendersi all'evidenza: Saskia gli ha mentito riguardo al proprio suo passato. In una discussione lui le rinfaccia di essere stato solo un mezzo per lei e di non essere nemmeno sicuro che lei lo abbia sposato per amore. Tuttavia Saskia replica affermando di amare lui e i loro figli sopra ogni cosa. 
Il giorno seguente Saskia viene sorpresa dal collega Colin Sanders a rimuovere il suo nome dai documenti che un ufficiale doppiogiochista della Stasi ha consegnato alla CIA. A quel punto però riceve un aiuto inaspettato dalla collega Betsy Jordan, che si rivela essere un agente del KGB e uccide Sanders. Entrambe giurano di non rivelare i rispettivi segreti e di far passare Sanders come talpa. Il piano funziona e Jeremy Redman è costretto a scusarsi con Saskia.